# Holger Apfel

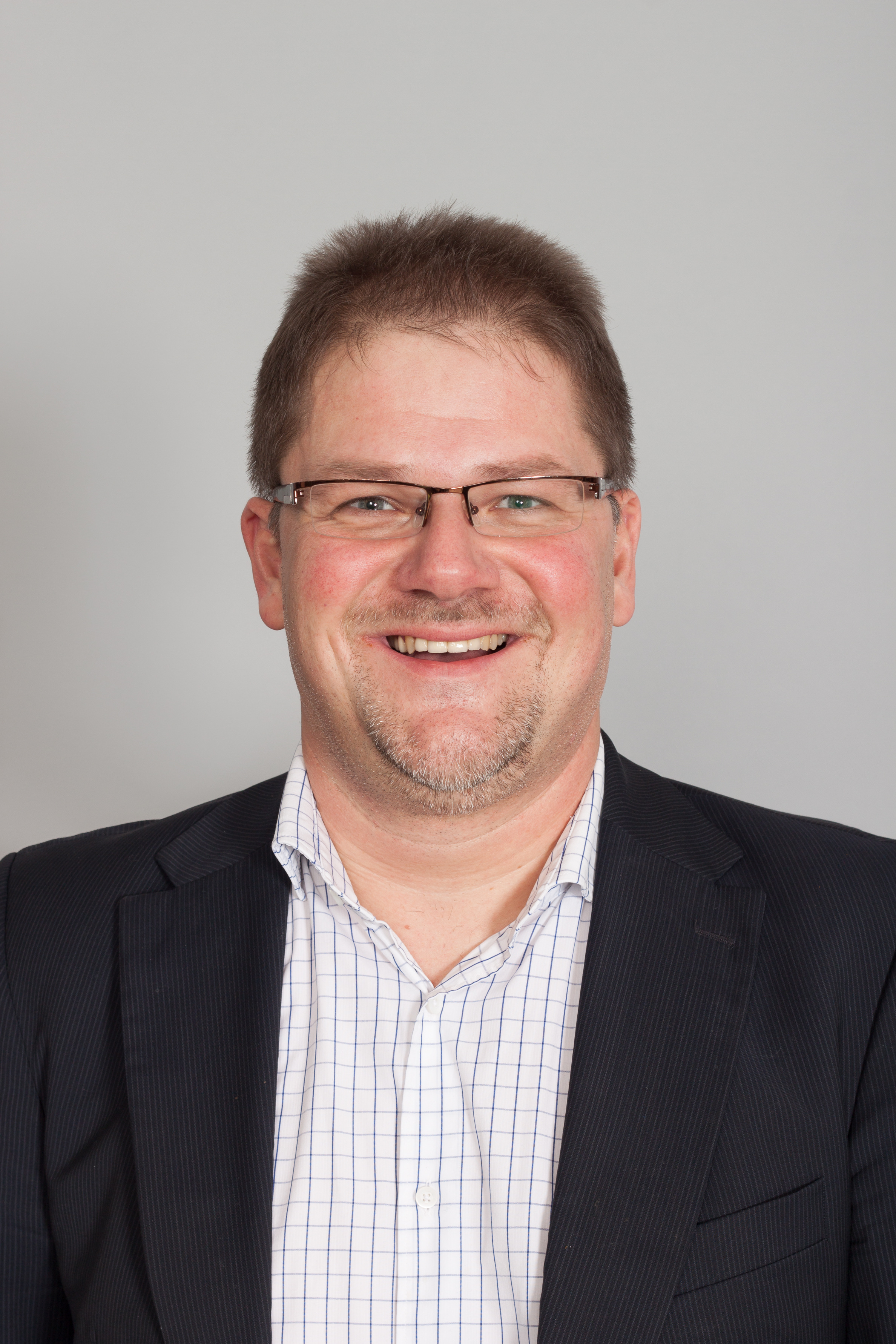
Holger Apfel, 2013.

Holger Apfel, född 29 december 1970 i Hildesheim, är en före detta tysk politiker som var ordförande för Tysklands nationaldemokratiska parti (NPD) mellan 2011 och 2013.
Mellan 2000 och 2009 var Apfel vice ordförande för NPD. Från 2004 till 2013 var han gruppledare för NPD i lantdagen i Sachsen och från 2009 till 2012 också ordförande för NPD:s delstatsförbund i Sachsen. Utöver detta var Apfel även ordförande för Nationalen Bündnis Dresden.

## Biografi
Apfel tog studenten 1991 i Hildesheim på en yrkesutbildning med inriktning mot förlagsarbete. 1996 blev han chef för NPD-förlaget Deutsche Stimme Verlag och år 2000 chefredaktör för partiorganet med samma namn, „Deutschen Stimme“. Apfel är gift med en av ledarna inom NPD:s kvinnoorganisation „Ring Nationaler Frauen“, Jasmin Apfel (flicknamn Langer, född 1983) och har med henne tre barn.

## Politisk karriär
Under sin skoltid fick Apfel kontakt med NPD:s ungdomsförbund Junge Nationaldemokraten och blev medlem där 1988. Mellan 1992 och 1994 var han vice ordförande för förbundet och från 1994 till 1999 ordförande. När Udo Voigt valdes till ny partiordförande 1996 blev Apfel invald i partistyrelsen. Från 2000 var Apfel vice ordförande för NPD. Sedan 2003 är han ordförande för Nationalen Bündnis Dresden.
I oktober 2006 upphävde den sachsiska lantdagen Apfels straffimmunitet. Bakom detta beslut låg en brottsutredning rörande förolämpning.
Under NPD:s partidagar i november 2011 valdes Apfel till Udo Voigts efterträdare i en omröstning bakom stängda dörrar med 126 av 214 röster.

### Verksamhet i Junge Nationaldemokraten
Under Apfels ledning ökade JN:s interna inflytande i NPD. 1993 deltog JN för första gången i minnesmarschen till Rudolf Hess. Apfel menade att JN-aktivisterna skulle se sig själva som „politiska soldater“ och att Junge Nationaldemokraten borde se Wehrmacht och Waffen-SS som förebilder. I JN-dokument från Apfels ordförandeskap talas om att man har en ny folkgemenskap som mål.

### Ledamot av lantdagen i Sachsen

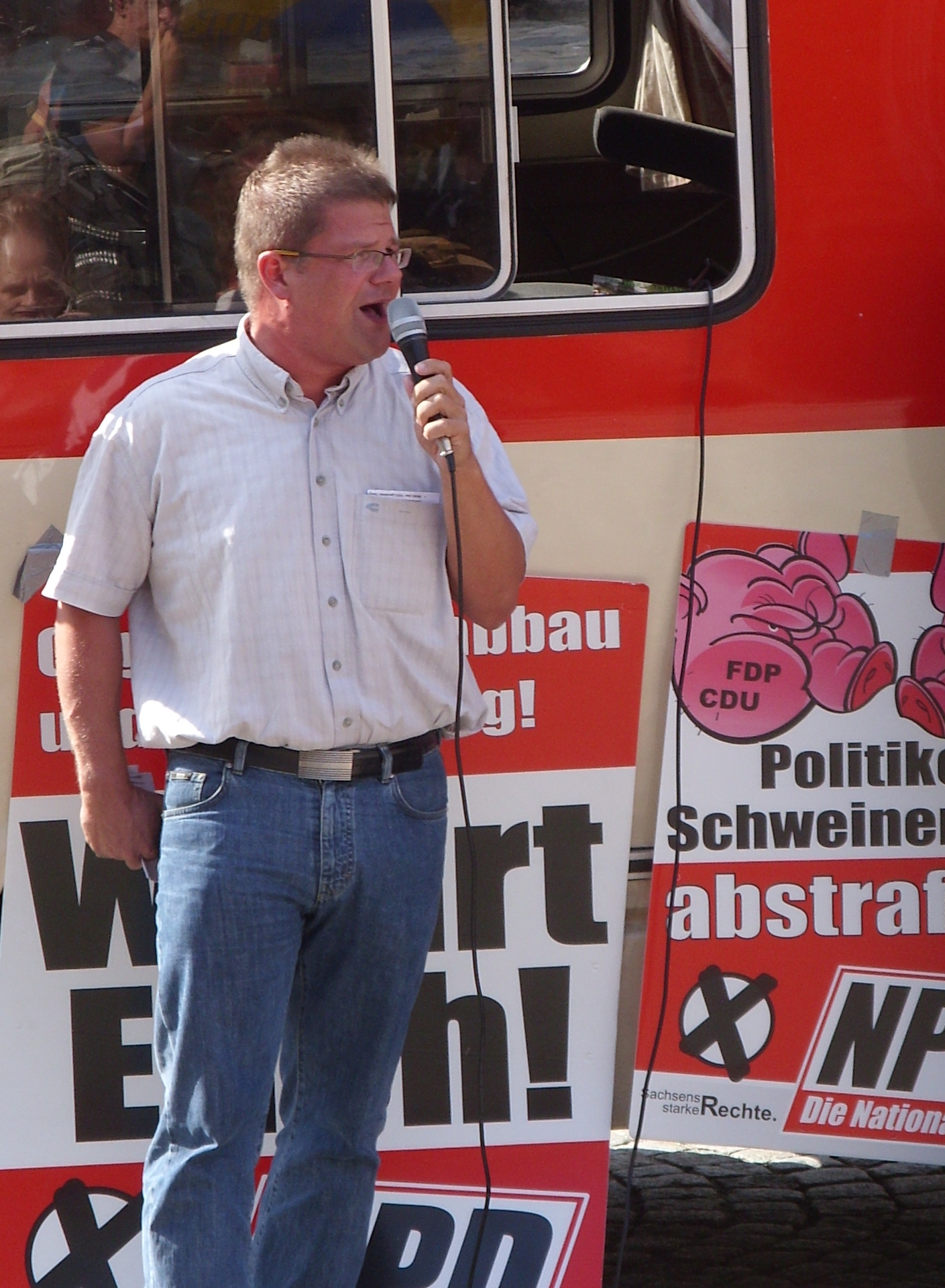
Apfel under ett valmöte

Apfel var NPD Sachsens toppkandidat för Lantdagsvalet den 19 september 2004, då partiet fick 9,2 % av rösterna (att jämföra med 1999: 1,4 %). Holger Apfel och 11 andra NPD-kandidater valdes därvidlag in i den sachsiska lantdagen. På valnatten uttalade han sig under en intervju att detta var en „großartigen Tag für alle Deutsche, die noch Deutsche sein wollen“ (en storartad dag för alla tyskar som fortfarande vill vara tyskar), varvid toppkandidaterna för övriga partier som deltog lämnade studion i protest. Apfel valdes till gruppledare i NPD-gruppen.

### Förbundsdagskandidatur
Vid valet 2005 kandiderade han i valkretsen Kamenz - Hoyerswerda - Großenhain, och fick där 6,7% av rösterna. Detta räckte inte till en plats i förbundsdagen.